# Aderus cochabambanus
Aderus cochabambanus é uma espécie de inseto besouro da família Aderidae. Foi descrita cientificamente por Maurice Pic em 1948.

## Distribuição geográfica
Habita na Bolívia.